# 우다가와 요안
우다가와 요안(일본어: 宇田川 榕菴/榕庵, 1798년 4월 24일 ~ 1846년 8월 13일)은 에도 말기의 양학자, 회학자이다. 이름은 榕. 종종 緑舫라고도 불렸다. 일본에 없던 식물학, 화학 등을 최초로 소개한 인물 중 하나이다. 14세에 大垣藩医가의 양자가 되어 번의(藩医)가 되었다.
우다가와 집안은 난학의 명문가로 양아버지 宇田川玄真, 양할아버지 宇田川玄随도 난학자이며 요안의 양자인 宇田川興斎 역시도 난학자, 양학자로 이름을 알렸다.

## 생애

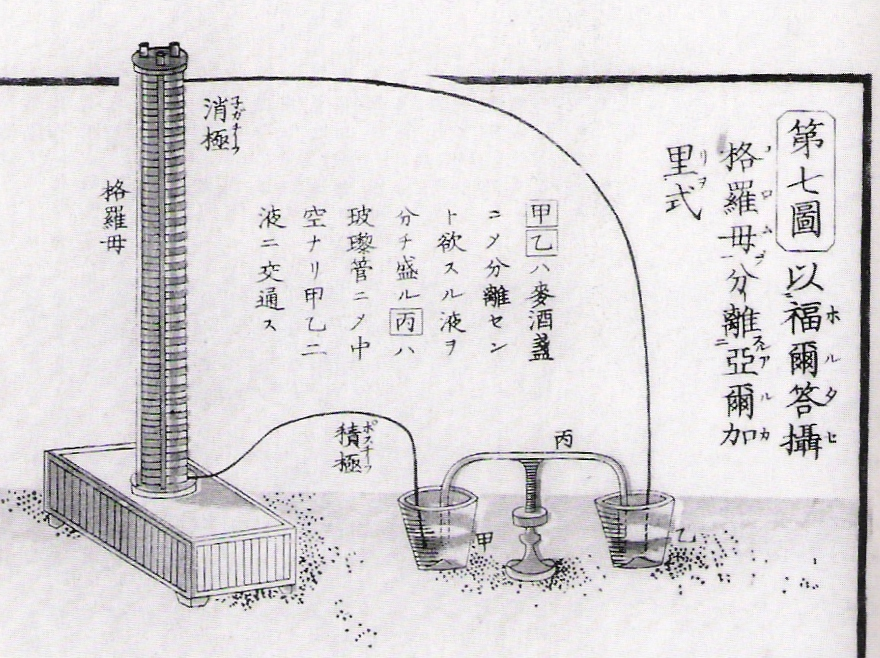
볼타 전지의 해설 (사밀개종)

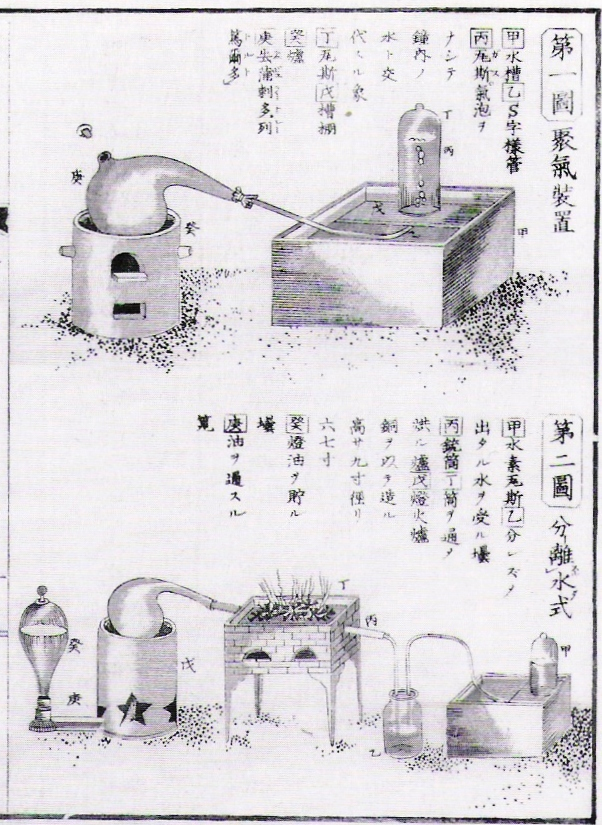
화학 실험도 (사밀개종)

오가키번의 에도 파견의사로 江沢養樹의 장남이었다. 아버지의 스승이었던 번의 宇田川玄真의 눈에 들어 양자가 되어 난학을 배우고 막부에 등용되었다. 1826년 천문방 만서화해어용의 번역원이 되었다. 쇼멜의 백과사전인 후생신편『厚生新編』의 번역작업에 참여했다.
아버지 병치레를 위해 요안은 온천의 효능을 조사했는데 이것은 일본 최초의 온천 수질조사 사례로 기록되었다. 지볼트와도 친분이 있었다. .
아래는 우다가와의 번역어이다.
- 산소, 수소, 질소, 탄소, 백금 등의 원소이름[3]
- 원소, 금속, 산화, 환원, 용해, 시약 등 화학 용어
- 세포, 속 같은 생물학 용어
- 압력, 온도, 결정, 비등, 증기, 분석, 성분, 물질, 법칙 등
- 가배「珈琲」 : 커피의 대역어

## 저서
- 후생신편『厚生新編』

의학
『遠西医方名物考』(1822-1825) : 玄真와의 공저
『新訂増補和蘭薬鏡』(1828-1830)
『遠西医方名物考補遺』(1834)
식물학
『菩多尼訶経』(1822)
『理学入門 植学啓原』(1835) : 식물학(Botanica)을 음차하여 菩多尼訶라 대역했다.
화학
사밀개종 『舎密開宗』(1837) : 윌리엄 헨리의 책 Elements of Experimental Chemistry(1799)의 독일어역을 통한 네덜란드어역본(1803)을 일본어로 번역하였다. 이후 원서들 또한 개정이 되었고(『依氏舎密』,『依氏広義』, 『蘇氏舎密』) 또 우다가와 자신의 의견 등이 추가되어 사밀개종은 이것들을 집대성한 편역서에 가깝다.
기타
『西洋度量考』: 네덜란드 도량형 해설서
『和蘭志略稿』 : 네덜란드 역사, 지리 해설서
『哥非乙説』 : 커피 소개서